# Constanța
Constanța (under antiken kallad Tomis) är en stad (municipiu) vid Svarta havets kust i sydöstra Rumänien. Den är residensstad i länet Constanța och hade 283 872 invånare enligt folkräkningen oktober 2011, Många turister, både inhemska och utländska, besöker badorten Mamaia som är belägen några kilometer norr om centrala Constanța (och inom stadskommunens gräns).
Den romerske skalden Ovidius (43 f.Kr-17 eller 18 e.Kr) landsförvisades hit år 8 e. Kr. av kejsar Augustus och dog här ett decennium senare. På den tiden hette staden Tomis och var en del av den romerska provinsen Mesien.